# Fugging
Fugging este un sat aflat în municipiul Obritzberg-Rust, districtul Sankt Pölten-Land, Austria. A fost numit anterior Fucking.